# Etcharai
Etcharai (auch: Ejjela Island, Etcharai-tō, Etchardi Island) ist eine Insel des Kwajalein-Atolls in der Ralik-Kette im ozeanischen Staat der Marshallinseln (RMI).

## Geographie
Das Motu liegt im nördlichen Riffsaums des Atolls zwischen Biggerann und Morenkul in einem Riffabschnitt, in dem die Motu weiter auseinanderliegen. Etcharai ist sowohl nach Westen als auch nach Osten mindestens 5 km vom nächstgelegenen Motu entfernt. Die Insel ist selbst ca. 400 m lang.

## Klima
Das Klima ist tropisch heiß, wird jedoch von ständig wehenden Winden gemäßigt. Ebenso wie die anderen Orte der Kwajalein-Gruppe wird Etcharai gelegentlich von Zyklonen heimgesucht.